# انتقام: بازی بی‌نقص
انتقام: بازی بی‌نقص (به انگلیسی: Inteqam: The Perfect Game) یک فیلم سینمایی بالیوودی ساختهٔ سال ۲۰۰۴ به کارگردانی پانکوج پاراشار با بازی مانوج باجپایی، ایشا کوپیکار و شارات ساکسنا است.